# Nekrolog 4. Quartal 1918
Nekrolog
◄◄
| ◄
| 1914
| 1915
| 1916
| 1917
| 1918 | 1919 | 1920 | 1921 | 1922 | ► | ►►
1. Quartal |
2. Quartal |
3. Quartal |
4. Quartal 1918
Weitere Ereignisse | Allgemeiner Nekrolog 1918
Die Beschreibung der verstorbenen Person sollte so kurz wie möglich gehalten sein und nur deren signifikante Tätigkeit(en) enthalten.
Neue Namen ggf. auch unter dem Geburts- und Sterbedatum, also etwa unter 1. Januar und im Geburts- und Sterbejahr (2024) eintragen (nur bei entsprechender großer Wichtigkeit). Für Beispiele siehe die schon vorhandenen Artikel.
Außerdem über die fünf zuletzt Verstorbenen, zu denen es einen ausreichend guten Artikel für eine Präsentation auf der Hauptseite gibt, nach der todesbedingten Überarbeitung der Artikel ggf. auch unter Wikipedia Diskussion:Hauptseite informieren und sie am besten auch in den anderen Wikipedia-Sprachversionen eintragen. Tipp: Regelmäßig bei news.google.de nach „ist tot“, „gestorben“ oder „verstorben“ suchen.
Wenn eine Person gestorben ist, gibt es viele Seiten zu dieser Person in der Wikipedia, die davon auch betroffen sind und entsprechend aktualisiert werden müssen. Beispiele: Namenübersichtsseite, Geburtsjahr, Geburtsort-Seiten und viele mehr.
Wie finde ich die betroffenen Seiten?
Im Suchfeld auf der linken Seite gibt man den Suchbegriff so ein: „Vorname Nachname“. Dann klickt man auf Volltext und alle Seiten mit entsprechendem Suchtext werden aufgerufen. Hier sieht man dann schnell, wo auch das Todesjahr Sinn macht oder sogar ein Teil des Artikels angepasst werden muss. Auch hilft das „Werkzeug“ auf der linken Seite sehr gut, um solche Seiten aufzufinden: „Links auf diese Seite“. Somit ist die Wikipedia wieder aktuell in allen Bereichen! Hinweis: bei Eintragung der Kategorie „Gestorben JAHR“ wird der Missbrauchsfilter 49 ausgelöst, was jedoch nicht schlimm ist. Siehe: Spezial:Missbrauchsfilter/49
Dies ist eine Liste von im vierten Quartal 1918 verstorbenen bekannten Persönlichkeiten. Die Einträge erfolgen innerhalb der einzelnen Daten alphabetisch sortiert. Tiere sind im Nekrolog für Tiere zu finden.

## Oktober
| Tag         | Name                                 | Beruf, bekannt als                                                                        | Alter | Beleg |
| ----------- | ------------------------------------ | ----------------------------------------------------------------------------------------- | ----- | ----- |
| 1. Oktober  | Wilhelm Bersch                       | österreichischer Chemiker und Agronom                                                     | 50    |       |
| 1. Oktober  | Wilhelm Hirsch                       | deutscher Syndikus und Politiker (NLP), MdR                                               | 57    |       |
| 1. Oktober  | Nikolai Grigorjewitsch Markin        | russischer Revolutionär                                                                   | 25    |       |
| 1. Oktober  | Gaston Milhaud                       | französischer Wissenschaftstheoretiker und Wissenschaftshistoriker                        | 60    |       |
| 1. Oktober  | Eduard Gaston Pöttickh von Pettenegg | Ritter des Deutschen Ordens und Priester                                                  | 71    |       |
| 2. Oktober  | Jack Barnett                         | australischer Rugbyspieler                                                                | 37    |       |
| 2. Oktober  | Christian Otto Mohr                  | deutscher Ingenieur und Statiker                                                          | 82    |       |
| 3. Oktober  | Fritz Höhn                           | deutscher Offizier der Fliegertruppe im Ersten Weltkrieg                                  | 22    |       |
| 3. Oktober  | Karl Richter                         | deutscher Turner                                                                          | 31    |       |
| 3. Oktober  | David de Sousa                       | portugiesischer Violoncellist, Dirigent und Komponist                                     | 38    |       |
| 4. Oktober  | Wassili Wassiljewitsch Berwi         | russischer Ökonom                                                                         | 89    |       |
| 4. Oktober  | Josef Engling                        | Mitglied der Schönstatt-Bewegung und einer der stärksten Vertreter der Werktagsheiligkeit | 20    |       |
| 4. Oktober  | Matej Kocak                          | Soldat des USMC, zweifacher Träger der Medal of Honor                                     | 35    |       |
| 4. Oktober  | Heinrich Sievers                     | Senatspräsident am Reichsgericht                                                          | 70    |       |
| 5. Oktober  | Roland Garros                        | französischer Luftfahrtpionier                                                            | 29    |       |
| 5. Oktober  | Johannes Kohtz                       | deutscher Schachkomponist und -theoretiker                                                | 75    |       |
| 5. Oktober  | Robert Baldwin Ross                  | Journalist, Geliebter Oscar Wildes                                                        | 49    |       |
| 5. Oktober  | Joshua Frederick Cockey Talbott      | US-amerikanischer Politiker                                                               | 75    |       |
| 5. Oktober  | Ernst Vogt                           | deutscher Historiker                                                                      | 41    |       |
| 6. Oktober  | Anna Borchers                        | deutsche Diakonisse und Kindergärtnerin                                                   | 48    |       |
| 6. Oktober  | Arthur O’Hara Wood                   | australischer Tennisspieler                                                               |       |       |
| 6. Oktober  | Amedeo Polledri                      | italienischer Bahnradsportler                                                             | 28    |       |
| 7. Oktober  | Jon Arvid Afzelius                   | schwedischer Lehrbuchverfasser                                                            | 62    |       |
| 7. Oktober  | Peter Günther                        | deutscher Radrennfahrer                                                                   | 36    |       |
| 7. Oktober  | Hubert Parry                         | englischer Komponist                                                                      | 70    |       |
| 7. Oktober  | Wilhelm Rullmann                     | deutscher Lehrer, Journalist und Schriftsteller                                           | 76    |       |
| 7. Oktober  | Giuseppe Toniolo                     | italienischer Wirtschaftshistoriker und Soziologe                                         | 73    |       |
| 8. Oktober  | Károly Aggházy                       | ungarischer Pianist und Komponist                                                         | 62    |       |
| 8. Oktober  | Michail Wassiljewitsch Alexejew      | russischer General                                                                        | 60    |       |
| 8. Oktober  | James W. Dawes                       | US-amerikanischer Politiker                                                               | 74    |       |
| 8. Oktober  | Saturnino Herrán Guinchard           | mexikanischer Maler                                                                       | 31    |       |
| 8. Oktober  | James B. McCreary                    | US-amerikanischer Politiker                                                               | 80    |       |
| 8. Oktober  | Heinrich Scholtz                     | deutscher Verwaltungsjurist; Oberbürgermeister von Danzig (1910–1918)                     | 44    |       |
| 9. Oktober  | Georg Albert Bacmeister              | preußischer Landrat                                                                       | 38    |       |
| 9. Oktober  | Hanns Braun                          | deutscher Leichtathlet                                                                    | 31    |       |
| 9. Oktober  | Raymond Duchamp-Villon               | französischer Bildhauer                                                                   | 41    |       |
| 9. Oktober  | Mogens Enger                         | dänischer Schauspieler und Regisseur bei deutschen Stummfilmen                            | 24    |       |
| 9. Oktober  | Max Hallbauer                        | deutscher Jurist und Geheimer Rat                                                         | 66    |       |
| 9. Oktober  | Asa W. Jones                         | US-amerikanischer Politiker                                                               | 80    |       |
| 9. Oktober  | Joseph von Karabacek                 | österreichischer Orientalist                                                              | 73    |       |
| 9. Oktober  | Rudolf Trebitsch                     | österreichischer Ethnologe                                                                | 42    |       |
| 10. Oktober | Elisabeth Bürstenbinder              | deutsche Schriftstellerin                                                                 | 79    |       |
| 10. Oktober | Henry Dobson                         | australischer Politiker, Premierminister von Tasmanien                                    | 77    |       |
| 10. Oktober | Leon von Grabski                     | polnischer Unternehmer und Politiker der polnischen Minderheit in Deutschland, MdR        | 65    |       |
| 11. Oktober | Björn Ahlgrensson                    | schwedischer Maler                                                                        | 46    |       |
| 11. Oktober | Marija Fabianowna Gnessina           | russische Pianistin und Hochschullehrerin                                                 |       |       |
| 11. Oktober | Hermann Heydweiller                  | Gutsbesitzer und preußischer Landrat                                                      | 59    |       |
| 11. Oktober | Henri Tauzin                         | französischer Hürdenläufer                                                                | 39    |       |
| 12. Oktober | Pierre Gailhard                      | französischer Opernsänger (Bass)                                                          | 70    |       |
| 12. Oktober | Émile Guimet                         | französischer Industrieller und Forschungsreisender                                       | 82    |       |
| 12. Oktober | Hermann Henschel                     | deutscher Erfinder                                                                        | 74    |       |
| 12. Oktober | Bernhard Adalbert Emil Koehne        | deutscher Botaniker und Lehrer                                                            | 70    |       |
| 12. Oktober | Friederich Schmetzer                 | deutscher Ingenieur                                                                       | 76    |       |
| 13. Oktober | Gerrit Engelke                       | deutscher Arbeiterdichter                                                                 | 27    |       |
| 13. Oktober | John Patrick Hopkins                 | US-amerikanischer Politiker                                                               | 59    |       |
| 13. Oktober | Jakow Denissowitsch Mileschin        | russischer Revolutionär                                                                   | 33    |       |
| 13. Oktober | Morton Livingston Schamberg          | US-amerikanischer Maler                                                                   | 36    |       |
| 13. Oktober | Rudolf Sievers                       | Künstler der Jugendbewegung                                                               | 33    |       |
| 13. Oktober | Richard Stocker                      | deutscher Sänger (Tenor)                                                                  | 85    |       |
| 13. Oktober | Louis Lucien Brasil                  | französischer Ornithologe                                                                 | 53    |       |
| 14. Oktober | Hans von Normann                     | deutscher Verwaltungsbeamter                                                              | 38    |       |
| 14. Oktober | Hermann Vogel                        | deutsch-französischer Maler und Illustrator                                               |       |       |
| 15. Oktober | Johnny Aitken                        | US-amerikanischer Automobilrennfahrer                                                     | 33    |       |
| 15. Oktober | Antonio Cotogni                      | italienischer Opernsänger (Bariton) und Gesangspädagoge                                   | 87    |       |
| 15. Oktober | Carl Kraus                           | deutscher Pflanzenbauwissenschaftler und Pflanzenzüchter                                  | 67    |       |
| 16. Oktober | Gayle Dull                           | US-amerikanischer Hindernis- und Langstreckenläufer                                       | 35    |       |
| 16. Oktober | Charles Gill                         | kanadischer Maler, Dichter und Kunstlehrer                                                | 46    |       |
| 16. Oktober | Marcel Depréz                        | französischer Physiker und Elektroingenieur                                               | 74    |       |
| 16. Oktober | Max Küchenmeister                    | deutscher Pädagoge                                                                        | 69    |       |
| 16. Oktober | Alfred Lemm                          | deutscher expressionistischer Erzähler und Essayist                                       | 28    |       |
| 16. Oktober | Jacob Edwin Meeker                   | US-amerikanischer Politiker                                                               | 40    |       |
| 16. Oktober | Bernhard von Tschirschky             | deutscher Marineoffizier und Marineattaché                                                | 30    |       |
| 17. Oktober | Allen C. Beach                       | US-amerikanischer Politiker                                                               | 93    |       |
| 17. Oktober | Anton Dilger                         | Arzt und Terrorist                                                                        | 34    |       |
| 17. Oktober | Ernst Mewes                          | deutscher Theaterschauspieler                                                             | 34    |       |
| 17. Oktober | Malak Hifnī Nāsif                    | ägyptische Frauenrechtlerin                                                               | 31    |       |
| 17. Oktober | Rosa Schweninger                     | österreichische Malerin                                                                   | 70    |       |
| 17. Oktober | John Allen Sterling                  | US-amerikanischer Politiker                                                               | 61    |       |
| 17. Oktober | Karl Sterrer                         | österreichischer Bildhauer des Historismus                                                | 74    |       |
| 18. Oktober | Otto Bernert                         | deutscher Offizier der Fliegertruppe im Ersten Weltkrieg                                  | 25    |       |
| 18. Oktober | Charles C. Converse                  | US-amerikanischer Rechtsanwalt, Komponist von Kirchenliedern im Stil des White Gospel     | 86    |       |
| 18. Oktober | Radko Dimitriew                      | bulgarischer und russischer General                                                       | 59    |       |
| 18. Oktober | Thomas Kearns                        | US-amerikanischer Politiker                                                               | 56    |       |
| 18. Oktober | Pierre-Évariste Leblanc              | kanadischer Politiker, Vizegouverneur von Québec                                          | 65    |       |
| 18. Oktober | Charles Henry Lyell                  | britischer Politiker                                                                      | 43    |       |
| 18. Oktober | Koloman Moser                        | österreichischer Maler, Grafiker und Kunsthandwerker                                      | 50    |       |
| 18. Oktober | Nikolai Wladimirowitsch Russki       | russischer Offizier und Generalstabschef                                                  | 64    |       |
| 19. Oktober | Martinus van Andringa                | niederländischer Porträt-, Stillleben- und Landschaftsmaler                               | 54    |       |
| 19. Oktober | Arthur Blaschnik                     | deutscher Landschaftsmaler                                                                | 96    |       |
| 19. Oktober | Franz Grafinger                      | österreichischer Politiker                                                                | 58    |       |
| 19. Oktober | Harold Lockwood                      | US-amerikanischer Schauspieler der frühen Stummfilmzeit                                   | 31    |       |
| 19. Oktober | Gustav Thies                         | deutscher Theater- und Filmschauspieler sowie Regisseur                                   | 73    |       |
| 19. Oktober | Josef Wessicken                      | österreichischer Baumeister und Architekt                                                 | 81    |       |
| 20. Oktober | Roger Boucher                        | französischer Organist und Komponist                                                      | 33    |       |
| 20. Oktober | Joseph Boulnois                      | französischer Komponist und Organist                                                      | 34    |       |
| 20. Oktober | Fritz Kaldenbach                     | deutscher Architekt und Grafiker                                                          | 31    |       |
| 21. Oktober | George Fiske                         | US-amerikanischer Fotograf                                                                | 82    |       |
| 22. Oktober | Dmitri Iwanowitsch Dubjago           | russischer Astronom                                                                       | 69    |       |
| 22. Oktober | Wilhelm Gross                        | österreichischer Mathematiker                                                             | 32    |       |
| 22. Oktober | Oreste Mazzia                        | italienischer Fußballspieler und Mediziner                                                | 33    |       |
| 22. Oktober | Georges Parent                       | französischer Radrennfahrer                                                               | 33    |       |
| 22. Oktober | Lluïsa Vidal                         | spanische (katalanisch) Malerin                                                           | 42    |       |
| 23. Oktober | Franz Beck                           | deutscher Bürgermeister und Politiker, MdR                                                | 72    |       |
| 23. Oktober | Léon Durocher                        | französischer Schriftsteller, Journalist und Barde                                        | 56    |       |
| 23. Oktober | Imre Mudin                           | ungarischer Leichtathlet                                                                  | 30    |       |
| 23. Oktober | Gerhard Plaumann                     | deutscher Papyrologe                                                                      | 31    |       |
| 24. Oktober | Lemuel Allen                         | US-amerikanischer Politiker                                                               | 79    |       |
| 24. Oktober | Hans Conzett                         | Schweizer Buchdrucker und Politiker                                                       | 32    |       |
| 24. Oktober | Jakow Fjodorowitsch Dubrowinski      | russischer Revolutionär                                                                   | 36    |       |
| 24. Oktober | Gustav Adolf Gerhard                 | deutscher Altphilologe                                                                    | 40    |       |
| 24. Oktober | Charles Lecocq                       | französischer Operettenkomponist                                                          | 86    |       |
| 24. Oktober | Marianne Stresow                     | deutsche Violinistin, Musikpädagogin und Komponistin                                      | 62    |       |
| 24. Oktober | Georg von Waldstätten                | österreichischer Offizier und Lehrer                                                      | 81    |       |
| 24. Oktober | Daniel Burley Woolfall               | britischer Fußballfunktionär, FIFA-Präsident                                              | 66    |       |
| 24. Oktober | Einar Zangenberg                     | dänischer Schauspieler und Regisseur                                                      | 35    |       |
| 25. Oktober | Willie Bryant                        | englischer Fußballspieler                                                                 |       |       |
| 25. Oktober | Georg Albrecht Klebs                 | deutscher Botaniker                                                                       | 61    |       |
| 25. Oktober | César Ritz                           | Schweizer Hotelier                                                                        | 68    |       |
| 25. Oktober | Luise Schenck                        | deutsche Schriftstellerin                                                                 | 79    |       |
| 25. Oktober | Amadeo de Souza-Cardoso              | portugiesischer Maler                                                                     | 30    |       |
| 26. Oktober | Olivier von Beaulieu-Marconnay       | deutscher Jagdflieger im Ersten Weltkrieg                                                 | 20    |       |
| 26. Oktober | Ella Flagg Young                     | US-amerikanische Schulverwaltungsreformerin                                               | 73    |       |
| 27. Oktober | Eugene Hale                          | US-amerikanischer Politiker                                                               | 82    |       |
| 27. Oktober | João Lúcio                           | portugiesischer Dichter und Politiker                                                     | 38    |       |
| 27. Oktober | Alexander Nikanorowitsch Pomeranzew  | russischer Architekt                                                                      | 69    |       |
| 27. Oktober | Alois Steinhauser                    | Schweizer Jurist und Politiker                                                            | 47    |       |
| 28. Oktober | Ulisse Dini                          | italienischer Mathematiker und Politiker                                                  | 72    |       |
| 28. Oktober | Michel Oreste                        | Präsident von Haiti                                                                       | 59    |       |
| 28. Oktober | Karl Schlegel                        | deutscher Jagdflieger im Ersten Weltkrieg                                                 | 25    |       |
| 28. Oktober | Carl Skoda                           | österreichischer Hofschauspieler                                                          | 34    |       |
| 29. Oktober | Michel Coiffard                      | französischer Jagdflieger im Ersten Weltkrieg                                             | 26    |       |
| 29. Oktober | Jean Espagnolle                      | französischer Autor, Romanist und Baskologe                                               | 89    |       |
| 29. Oktober | Maria Gugelberg von Moos             | Schweizer Botanikerin und Blumenkünstlerin                                                | 82    |       |
| 29. Oktober | Rudolf Tobias                        | estnischer Komponist und Organist                                                         | 45    |       |
| 29. Oktober | Minik Wallace                        | Inuk                                                                                      |       |       |
| 30. Oktober | Kraft von Byern                      | preußischer Regierungsassessor                                                            | 31    |       |
| 30. Oktober | Heinrich Hillebrecht                 | Stadtgärtner in Düsseldorf                                                                | 72    |       |
| 30. Oktober | Lilla Rehbinder                      | Pädagogin                                                                                 | 71    |       |
| 30. Oktober | Ernst Windisch                       | deutscher Sprachwissenschaftler, Sanskritist und Keltologe                                | 74    |       |
| 31. Oktober | Friedrich Altmann                    | preußischer Beamter                                                                       | 57    |       |
| 31. Oktober | John H. Collins                      | US-amerikanischer Drehbuchautor und Regisseur                                             | 28    |       |
| 31. Oktober | Théophile Laforge                    | französischer Bratschist und Hochschullehrer                                              | 55    |       |
| 31. Oktober | Alfred Motté                         | französischer Hoch- und Weitspringer                                                      | 31    |       |
| 31. Oktober | Gustav von Oppen                     | deutscher Oberst                                                                          | 51    |       |
| 31. Oktober | Egon Schiele                         | österreichischer Maler des Expressionismus                                                | 28    |       |
| 31. Oktober | István Tisza                         | ungarischer Politiker                                                                     | 57    |       |
|             | Georg von Tschammer und Quaritz      | deutscher Verwaltungsjurist, Landrat und Staatssekretär des Deutschen Reiches             | 48    |       |

## November
| Tag          | Name                              | Beruf, bekannt als                                                       | Alter | Beleg |
| ------------ | --------------------------------- | ------------------------------------------------------------------------ | ----- | ----- |
| 1. November  | Adolph Brückner                   | deutscher Politiker sowie Mediziner                                      | 71    |       |
| 1. November  | Michael Joseph Gill               | US-amerikanischer Politiker                                              | 53    |       |
| 1. November  | Franz von Gruber                  | österreichischer Zivil- und Militärarchitekt                             | 81    |       |
| 1. November  | Maria Kraus-Boelté                | deutsch-amerikanische Pädagogin                                          | 81    |       |
| 1. November  | Julius Sartorius                  | deutscher Ingenieur und Industrieller                                    | 39    |       |
| 1. November  | August Sigismund Schultze         | deutscher Jurist und Hochschullehrer                                     | 85    |       |
| 1. November  | Janko Vuković-Podkapelski         | österreichisch-ungarischer Marineoffizier und Konteradmiral              | 47    |       |
| 2. November  | Adolf Pernwerth von Bärnstein     | deutscher Eisenbahnbeamter und Studentenhistoriker                       | 82    |       |
| 2. November  | Charles Reginald Schirm           | US-amerikanischer Politiker                                              | 54    |       |
| 2. November  | Karl Wöhrle                       | österreichischer Politiker                                               | 56    |       |
| 3. November  | Ludwig Helf                       | deutscher Reichsgerichtsrat                                              | 81    |       |
| 3. November  | Alexander Michailowitsch Ljapunow | russischer Mathematiker und Physiker                                     | 61    |       |
| 3. November  | George Raymond Dallas Moor        | britischer Offizier                                                      | 22    |       |
| 4. November  | František Balej                   | tschechischer Jurist, Übersetzer und humanistischer Philosoph            | 45    |       |
| 4. November  | Paul Dubois                       | Schweizer Psychotherapeut und Neuropathologe                             | 69    |       |
| 4. November  | Hijikata Hisamoto                 | japanischer Regierungsbeamter und Politiker                              | 84    |       |
| 4. November  | Franz Nölken                      | deutscher Maler des Expressionismus                                      | 34    |       |
| 4. November  | Wilfred Owen                      | englischer Dichter                                                       | 25    |       |
| 4. November  | Fritz Rümmelein                   | deutscher Soldat im Ersten Weltkrieg                                     | 23    |       |
| 4. November  | Olivia Sage                       | US-amerikanische Philantropin                                            | 90    |       |
| 4. November  | Hans von Schwerin-Löwitz          | deutscher Großgrundbesitzer und Offizier, MdR                            | 71    |       |
| 4. November  | Andrew Dickson White              | amerikanischer Diplomat, Schriftsteller und Pädagoge                     | 85    |       |
| 5. November  | Roman Wazlawowitsch Malinowski    | russischer Revolutionär und Geheimagent                                  | 42    |       |
| 5. November  | Shimamura Hōgetsu                 | japanischer Schriftsteller, Literaturwissenschaftler und -kritiker       | 47    |       |
| 5. November  | Wilhelm Most                      | deutscher Kapitän zur See der Kaiserlichen Marine                        | 47    |       |
| 5. November  | Otto Warth                        | deutscher Architekt                                                      | 72    |       |
| 6. November  | Franz Halm                        | deutscher Kapitän zur See der Kaiserlichen Marine                        | 44    |       |
| 6. November  | Wilhelm Heine                     | deutscher Kapitän zur See der Kaiserlichen Marine                        | 48    |       |
| 6. November  | Wilhelm Riedesel zu Eisenbach     | deutscher Rittergutsbesitzer, Verwaltungs- und Hofbeamter                | 68    |       |
| 6. November  | Pius Schmieder                    | österreichischer Benediktiner                                            | 81    |       |
| 6. November  | Arthur Wear                       | US-amerikanischer Tennisspieler                                          | 38    |       |
| 7. November  | Wilf Bartrop                      | englischer Fußballspieler                                                | 30    |       |
| 7. November  | Georg von dem Borne               | deutscher Wissenschaftler                                                | 51    |       |
| 7. November  | Artemas Martin                    | US-amerikanischer Mathematiker                                           | 83    |       |
| 7. November  | Ludwig von Sobbe                  | preußischer General der Infanterie                                       | 83    |       |
| 8. November  | Vittorio Luigi Alfieri            | italienischer Politiker und Generalleutnant                              | 55    |       |
| 8. November  | Eduard von Böltz                  | österreichisch-ungarischer Offizier                                      | 54    |       |
| 8. November  | Olga Wladimirowna Rosanowa        | russische Malerin, Lyrikerin und Kunsttheoretikerin                      | 32    |       |
| 9. November  | Guillaume Apollinaire             | französischer Schriftsteller und Kunstkritiker                           | 38    |       |
| 9. November  | Albert Ballin                     | Hamburger Reeder                                                         | 61    |       |
| 9. November  | Erich Habersaath                  | deutscher Werkzeugmacher und Arbeiterführer                              | 24    |       |
| 10. November | Friedrich Mathias von Galen       | deutscher Gutsbesitzer und Politiker (Zentrum), MdR                      | 53    |       |
| 10. November | Ludwig Gandorfer                  | Politiker der SPD und der USPD                                           | 38    |       |
| 11. November | Victor Adler                      | österreichischer Politiker, Parteigründer, Journalist                    | 66    |       |
| 11. November | George Edwin Ellison              | letzter britischer Soldat, der im Ersten Weltkrieg starb                 |       |       |
| 11. November | Hermann Gladenbeck                | deutscher Bildgießer                                                     | 91    |       |
| 11. November | Henry Nicholas Gunther            | US-amerikanischer Soldat                                                 | 23    |       |
| 11. November | Franz Innerhofer                  | österreichischer Mediziner, Buchautor, Konservator, Kurator und Mäzen    | 71    |       |
| 11. November | Louis Jacoby                      | deutscher Kupferstecher                                                  | 90    |       |
| 11. November | George Lawrence Price             | kanadischer Soldat                                                       | 25    |       |
| 11. November | Adolf Schmidt                     | deutscher Internist und Hochschullehrer                                  | 53    |       |
| 11. November | Joseph Henry Sweney               | US-amerikanischer Politiker                                              | 73    |       |
| 11. November | Augustin Trébuchon                | letzter französischer Soldat, der im Ersten Weltkrieg getötet wurde      | 40    |       |
| 12. November | John Cox                          | britischer Ringer                                                        | 32    |       |
| 12. November | Rudolf Hoernlé                    | britisch-deutscher Orientalist und Missionar                             | 76    |       |
| 12. November | Carlos Posadas                    | argentinischer Tangokomponist, Geiger, Pianist und Gitarrist             | 43    |       |
| 13. November | Karl von Gamp-Massaunen           | deutscher Gutsbesitzer und Politiker (Freikonservative Partei), MdR      | 71    |       |
| 13. November | Richard Hofmann                   | deutscher Violinist, Komponist, Arrangeur und Musikpädagoge              | 74    |       |
| 13. November | Tadeusz Nalepiński                | polnischer Lyriker und Schriftsteller                                    | 33    |       |
| 13. November | Karl Schwerzek                    | österreichischer Bildhauer                                               | 70    |       |
| 14. November | Robert Anderson Van Wyck          | US-amerikanischer Jurist und Bürgermeister von New York                  | 69    |       |
| 14. November | Paul Wieczorek                    | Teilnehmer an der Novemberrevolution in Deutschland                      | 33    |       |
| 15. November | Robert Anderson                   | leitender Beamter des Scotland Yard und Theologe                         | 77    |       |
| 15. November | Wilhelm Grevel                    | deutscher Heimatforscher                                                 | 83    |       |
| 16. November | Johan Henrik Deuntzer             | dänischer Politiker und Premierminister                                  | 73    |       |
| 16. November | Wally Moes                        | niederländische Malerin, Grafikerin und Schriftstellerin                 | 62    |       |
| 17. November | Andrew H. Burke                   | US-amerikanischer Politiker                                              | 68    |       |
| 18. November | Robert Biddulph                   | britischer General                                                       | 83    |       |
| 18. November | Richard Emil zu Dohna-Schlobitten | deutscher Majoratsherr und Parlamentarier                                | 46    |       |
| 18. November | Thomas L. Glenn                   | US-amerikanischer Politiker                                              | 71    |       |
| 18. November | Jón Trausti                       | isländischer Schriftsteller                                              | 45    |       |
| 18. November | Theodore F. Kluttz                | US-amerikanischer Politiker                                              | 70    |       |
| 19. November | Samuel Liddell MacGregor Mathers  | englischer Okkultist, Rosenkreuzer und Kabbalist                         | 64    |       |
| 19. November | Jakob Nietlispach                 | Schweizer Politiker, Landwirt und Richter                                | 70    |       |
| 19. November | Malachia Ormanian                 | armenischer Geistlicher, Patriarch der Armenischen Apostolischen Kirche  | 77    |       |
| 19. November | Otto Pfundtner                    | deutscher Lehrer und Politiker (FVp), MdR                                | 74    |       |
| 19. November | Ferdinand Schalch                 | Schweizer Geologe                                                        | 70    |       |
| 19. November | Joseph F. Smith                   | 6. Präsident der Kirche Jesu Christi der Heiligen der Letzten Tage       | 80    |       |
| 19. November | Ludwig Stieda                     | deutscher Arzt, Anatom, Anthropologe                                     | 81    |       |
| 19. November | Charles R. Van Hise               | US-amerikanischer Geologe                                                | 61    |       |
| 20. November | John Bauer                        | schwedischer Maler und Illustrator                                       | 36    |       |
| 20. November | Hermann Blecher                   | deutscher Ingenieur und VDI-Vorsitzender                                 | 77    |       |
| 20. November | Johann Brotan                     | österreichischer Maschinenbauingenieur                                   | 75    |       |
| 20. November | Johannes Müller                   | österreichischer Klassischer Philologe                                   | 86    |       |
| 20. November | Oskar Poensgen                    | deutscher Verwaltungsjurist                                              | 45    |       |
| 20. November | Edmund Siemers                    | deutscher Kaufmann, Reeder und Politiker, MdHB                           | 78    |       |
| 21. November | Eduard von Bodemeyer              | preußischer Offizier und Entomologe                                      | 64    |       |
| 21. November | Jacobus Leisten                   | deutscher Genre- und Historienmaler, Zeichner und Radierer               | 74    |       |
| 21. November | Robert Victor Neher               | Schweizer Industrieller und Pionier der Aluminiumtechnologie             | 32    |       |
| 22. November | Gustave Bouchardat                | französischer Chemiker und Mediziner                                     | 76    |       |
| 22. November | Rose Cleveland                    | US-amerikanische First Lady                                              | 72    |       |
| 22. November | Jakob Hillier                     | rumäniendeutscher Kirchenmusiker, Komponist und Musikpädagoge            | 69    |       |
| 22. November | William D. Hoard                  | US-amerikanischer Politiker                                              | 82    |       |
| 23. November | Fritz von Below                   | preußischer Offizier, zuletzt General der Infanterie im Ersten Weltkrieg | 65    |       |
| 23. November | Harald Kidde                      | dänischer Schriftsteller                                                 | 40    |       |
| 23. November | Carl Julius Spindler              | deutscher Missionar und Dichter                                          | 80    |       |
| 23. November | Jakob Wäch                        | Schweizer Maler und Grafiker                                             | 25    |       |
| 24. November | Annie Hall Cudlip                 | britische Schriftstellerin und Verfasserin von Kurzgeschichten           | 80    |       |
| 24. November | Paul Ilgen                        | deutscher Historiker und Gymnasialprofessor                              |       |       |
| 24. November | Otto Kindermann                   | deutscher Hofgärtner                                                     | 75    |       |
| 24. November | Alexander Schnütgen               | deutscher Theologe, Priester und Kunstsammler                            | 75    |       |
| 25. November | Julian Royds Gribble              | britischer Offizier                                                      | 21    |       |
| 25. November | Josef Pommer                      | österreichischer Volksliedforscher und Politiker                         | 73    |       |
| 26. November | Sigmund Bollmann                  | deutscher Theaterschauspieler und Sänger                                 | 72    |       |
| 26. November | Friedrich August von Landerer     | deutscher Jurist und württembergischer Landtagsabgeordneter              | 89    |       |
| 26. November | Augustus Herman Pettibone         | US-amerikanischer Politiker                                              | 83    |       |
| 27. November | Bohumil Kubišta                   | tschechischer Maler                                                      | 34    |       |
| 27. November | Theodor Schmieding                | deutscher Richter und Abgeordneter, MdHH                                 | 75    |       |
| 28. November | Alexis Contant                    | kanadischer Komponist, Organist und Musikpädagoge                        | 60    |       |
| 28. November | Max Hofmann                       | preußischer Offizier, General der Infanterie im Ersten Weltkrieg         | 64    |       |
| 28. November | Hedwig Wigger                     | deutschsprachige Erzählerin                                              | 65    |       |
| 29. November | Johannes Joseph Koppes            | luxemburgischer Bischof (1883–1918)                                      | 75    |       |
| 30. November | Otfried Krzyzanowski              | österreichischer Lyriker und Bohémien                                    | 32    |       |
|              | Hans-Heinrich Georg Queckenstedt  | deutscher Neurologe                                                      | 42    |       |

## Dezember
| Tag          | Name                                    | Beruf, bekannt als                                                                                          | Alter | Beleg |
| ------------ | --------------------------------------- | --- | ----- | ----- |
| 1. Dezember  | Margit Kaffka                           | ungarische Schriftstellerin, Dichterin, Feministin und Publizistin                                          | 38    |       |
| 1. Dezember  | Gustav Kawerau                          | deutscher evangelischer Theologe; Hochschullehrer in Kiel und Breslau                                       | 71    |       |
| 1. Dezember  | Hans Mayr                               | österreichischer Architekt                                                                                  | 41    |       |
| 1. Dezember  | Alfred Stern                            | österreichischer Rechtsanwalt und Wiener Kommunalpolitiker                                                  | 87    |       |
| 1. Dezember  | Willard Straight                        | US-amerikanischer Diplomat und Journalist                                                                   | 38    |       |
| 2. Dezember  | Friedrich Graefe                        | deutscher Mathematiker und Hochschullehrer                                                                  | 62    |       |
| 2. Dezember  | Friedrich Richard Krauel                | deutscher Diplomat                                                                                          | 70    |       |
| 2. Dezember  | Edmond Rostand                          | französischer Theaterschriftsteller                                                                         | 50    |       |
| 3. Dezember  | Carl Hermann Busse                      | deutscher Lyriker                                                                                           | 46    |       |
| 3. Dezember  | Leon von Czarlinski                     | deutscher Jurist, Rittergutsbesitzer und Politiker, MdR                                                     | 83    |       |
| 3. Dezember  | Heinrich Hermann Fitting                | deutscher Jurist                                                                                            | 87    |       |
| 3. Dezember  | Joseph Langer                           | schlesischer Maler, Konservator und Sammler                                                                 | 53    |       |
| 03. Dezember | Gilbert Laws                            | britischer Segler                                                                                           | 48    |       |
| 3. Dezember  | Gerhard Alexander Leist                 | deutscher Rechtswissenschaftler                                                                             | 56    |       |
| 03. Dezember | Heinrich Ziegler                        | deutscher Fechter                                                                                           | 27    |       |
| 4. Dezember  | Marie Bonnevial                         | französische Feministin                                                                                     | 77    |       |
| 4. Dezember  | Tomas Cabreira senior                   | portugiesischer Wissenschaftler, Autor, Militär und Politiker                                               | 53    |       |
| 4. Dezember  | Gustav Strupp                           | deutscher Bankier                                                                                           | 67    |       |
| 5. Dezember  | Martin Boelitz                          | deutscher Schriftsteller                                                                                    | 44    |       |
| 5. Dezember  | Martin Hartmann                         | deutscher Arabist und Islamwissenschaftler                                                                  | 66    |       |
| 6. Dezember  | Hendrik Enno Boeke                      | niederländischer Mineraloge                                                                                 | 37    |       |
| 6. Dezember  | Alexander Pawlowitsch Dianin            | russischer Chemiker                                                                                         | 67    |       |
| 6. Dezember  | José María Fenollera Ibáñez             | spanischer Maler                                                                                            | 66    |       |
| 6. Dezember  | Emil von Marenzeller                    | österreichischer Zoologe                                                                                    | 73    |       |
| 6. Dezember  | William Wolfensberger                   | Schweizer Pfarrer und Schriftsteller                                                                        | 29    |       |
| 7. Dezember  | Otto Fedder                             | deutscher Landschaftsmaler                                                                                  | 45    |       |
| 7. Dezember  | Richard Haselbacher                     | deutscher Pfarrer und Politiker (Deutsche Vaterlandspartei), MdL                                            | 33    |       |
| 7. Dezember  | Günther von Saar                        | österreichischer Bergsteiger und Chirurg                                                                    | 40    |       |
| 8. Dezember  | Andrei Sergejewitsch Faminzyn           | russischer Biologe und Pflanzenphysiologe                                                                   | 83    |       |
| 8. Dezember  | Heinrich Graf Larisch von Moennich      | österreichischer Industrieller und Politiker                                                                | 68    |       |
| 8. Dezember  | Paul Neugebauer                         | deutscher Pädagoge und Astronom                                                                             | 70    |       |
| 8. Dezember  | Josef Stadler                           | kroatischer Erzbischof von Vrhbosna                                                                         | 75    |       |
| 9. Dezember  | Werner von Doetinchem de Rande          | preußischer Landrat                                                                                         | 58    |       |
| 9. Dezember  | Anna Heer                               | Schweizer Ärztin                                                                                            | 55    |       |
| 10. Dezember | Franz Karl von Österreich-Toskana       | österreichischer Erzherzog                                                                                  | 25    |       |
| 10. Dezember | Francis Petre                           | neuseeländischer Architekt                                                                                  | 71    |       |
| 10. Dezember | William Ferguson Slemons                | US-amerikanischer Politiker                                                                                 | 88    |       |
| 11. Dezember | Ivan Cankar                             | slowenischer Schriftsteller                                                                                 | 42    |       |
| 11. Dezember | Hermann Linde der Ältere                | deutscher Apotheker und Fotograf                                                                            | 87    |       |
| 11. Dezember | Emil Petri                              | französisch-deutscher Jurist und Politiker, Staatssekretär, MdR                                             | 66    |       |
| 11. Dezember | Ottilie Schwahn                         | deutsche Erzählerin                                                                                         | 69    |       |
| 11. Dezember | Giulio Tonti                            | italienischer Kardinal der römisch-katholischen Kirche                                                      | 74    |       |
| 12. Dezember | Michael E. Burke                        | US-amerikanischer Politiker                                                                                 | 55    |       |
| 12. Dezember | Hermione von Preuschen                  | deutsche Malerin und Schriftstellerin                                                                       | 64    |       |
| 12. Dezember | Richard Semon                           | deutscher Zoologe und Evolutionsbiologe                                                                     | 59    |       |
| 12. Dezember | Louis John Steele                       | neuseeländischer Maler                                                                                      | 76    |       |
| 12. Dezember | Carlo Sutermeister                      | Schweizer Unternehmer                                                                                       | 71    |       |
| 12. Dezember | Béla Széchenyi                          | ungarischer Forschungsreisender                                                                             | 81    |       |
| 12. Dezember | Emil Waldorf                            | preußischer Offizier, zuletzt Generalleutnant im Ersten Weltkrieg                                           | 62    |       |
| 13. Dezember | André Corvington                        | haitianischer Fechter                                                                                       | 41    |       |
| 13. Dezember | Hermann Erler                           | deutscher Musikverleger, Komponist und Schriftsteller                                                       | 74    |       |
| 13. Dezember | Hermann Horn                            | deutscher Fabrikbesitzer und Politiker (NLP), MdR                                                           | 68    |       |
| 13. Dezember | Oleksandr Karpeka                       | ukrainischer Flugzeugkonstrukteur                                                                           | 24    |       |
| 13. Dezember | Emory Speer                             | US-amerikanischer Politiker                                                                                 | 70    |       |
| 13. Dezember | Jakob Vetter                            | deutscher Missionar; Begründer der deutschen Zeltmission                                                    | 46    |       |
| 14. Dezember | Édouard Bureau                          | französischer Mediziner und Botaniker                                                                       | 88    |       |
| 14. Dezember | Walter Kern                             | deutscher Architekt und preußischer Baubeamter                                                              | 58    |       |
| 14. Dezember | James McShane                           | kanadischer Politiker                                                                                       | 85    |       |
| 14. Dezember | Sidónio Pais                            | portugiesischer Militär, Putschist und Staatspräsident                                                      | 46    |       |
| 14. Dezember | Mykola Sachno-Ustymowytsch              | ukrainischer Politiker                                                                                      |       |       |
| 14. Dezember | Oskar Simmersbach                       | deutscher Eisenhüttenkundler und Hochschullehrer                                                            | 46    |       |
| 15. Dezember | Salvatore Farina                        | italienischer Schriftsteller, Jurist und Redakteur                                                          | 72    |       |
| 15. Dezember | Theodor Petersen                        | deutscher Chemiker und Alpinist                                                                             | 82    |       |
| 15. Dezember | Wilhelm Wolters                         | deutscher Kaufmann und Mäzen                                                                                | 63    |       |
| 17. Dezember | John Green Brady                        | US-amerikanischer Politiker                                                                                 | 71    |       |
| 17. Dezember | Theodor Schorer                         | Lübecker Apotheker und Politiker                                                                            | 82    |       |
| 17. Dezember | Conradin Zschokke                       | Schweizer Bauingenieur und Bauunternehmer                                                                   | 76    |       |
| 18. Dezember | Berta Fanta                             | Frauenrechtlerin in Österreich-Ungarn                                                                       | 53    |       |
| 18. Dezember | Carl Immanuel Philipp Hesse             | evangelisch-lutherischer Pastor, Märtyrer in Estland                                                        | 43    |       |
| 18. Dezember | Henryk Jarecki                          | polnischer Komponist, Dirigent und Musikpädagoge                                                            | 72    |       |
| 18. Dezember | Friedrich von Lobenhoffer               | bayerischer General                                                                                         | 68    |       |
| 18. Dezember | Feodora Reuß jüngere Linie              | Prinzessin aus dem Haus Reuß (jüngere Linie) und durch Heirat Herzogin zu Mecklenburg                       | 29    |       |
| 18. Dezember | Hosea H. Rockwell                       | US-amerikanischer Politiker                                                                                 | 78    |       |
| 18. Dezember | Alfred Scott-Gatty                      | englischer Komponist und Heraldiker                                                                         | 71    |       |
| 19. Dezember | Karl von Bardeleben                     | deutscher Anatom und Hochschullehrer                                                                        | 69    |       |
| 19. Dezember | Victor von Koerber                      | preußischer Landrat                                                                                         | 67    |       |
| 20. Dezember | Ali ibn Hammud                          | Sultan von Sansibar                                                                                         | 34    |       |
| 20. Dezember | Heinrich Conrad                         | deutscher Schriftsteller und Übersetzer                                                                     | 52    |       |
| 21. Dezember | Hobey Baker                             | US-amerikanischer Eishockeyspieler                                                                          | 26    |       |
| 21. Dezember | Konrad zu Hohenlohe-Schillingsfürst     | österreichischer Politiker                                                                                  | 55    |       |
| 21. Dezember | Walter Hines Page                       | US-amerikanischer Journalist, Verleger und Diplomat                                                         | 63    |       |
| 21. Dezember | Rudolf von Scherer                      | österreichischer Kirchenrechtler                                                                            | 73    |       |
| 22. Dezember | Randolph Bourne                         | US-amerikanischer Publizist                                                                                 | 32    |       |
| 22. Dezember | Hermann Theodor Simon                   | deutscher Physiker                                                                                          | 48    |       |
| 22. Dezember | Gerson Trier                            | dänischer Sozialdemokrat, Journalist und Übersetzer                                                         | 67    |       |
| 23. Dezember | Julie Eichholz                          | deutsche Frauenrechtlerin                                                                                   | 66    |       |
| 23. Dezember | Thérèse Schwartze                       | niederländische Porträtmalerin                                                                              | 67    |       |
| 23. Dezember | Hermann August Stadler                  | Schweizer Architekt                                                                                         | 57    |       |
| 25. Dezember | John Wilbur Chapman                     | US-amerikanischer presbyterianischer Pastor, Autor, Kirchenführer und Evangelist                            | 59    |       |
| 25. Dezember | Daniel Webster Jones                    | US-amerikanischer Politiker, Gouverneur von Arkansas                                                        | 79    |       |
| 25. Dezember | Harriet Mann Miller                     | US-amerikanische Kinderbuch- und Sachbuchautorin und Ornithologin                                           | 87    |       |
| 25. Dezember | Richard Werth                           | deutscher Arzt und Gynäkologe                                                                               | 68    |       |
| 25. Dezember | Dorothy Stanton Wise                    | britische Bildhauerin                                                                                       | 39    |       |
| 26. Dezember | Wassili Wassiljewitsch Andrejew         | russischer Musiker und Orchesterleiter                                                                      | 57    |       |
| 26. Dezember | Alexander Becker                        | preußischer Sanitätsoffizier                                                                                | 61    |       |
| 26. Dezember | Alfonso Chicherio-Sereni                | Schweizer Bankier und Politiker                                                                             | 59    |       |
| 26. Dezember | Karl Elsener                            | Schweizer Messerschmied und Unternehmer                                                                     | 58    |       |
| 26. Dezember | Louis François Marie Auguste Knoepffler | Landtagsabgeordneter                                                                                        | 54    |       |
| 26. Dezember | Adelsteen Normann                       | norwegischer Maler                                                                                          | 70    |       |
| 27. Dezember | Birt Acres                              | britischer Fotograf und Filmpionier                                                                         | 64    |       |
| 27. Dezember | Peter Hüls                              | deutscher römisch-katholischer Priester und Theologe                                                        | 68    |       |
| 27. Dezember | Rudolf Kobert                           | deutscher Medizinhistoriker und Pharmakologe                                                                | 64    |       |
| 27. Dezember | Anton August Naaf                       | sudetendeutscher Dichter und Herausgeber                                                                    | 68    |       |
| 27. Dezember | Max Eugen Rascher                       | deutscher Dirigent, Pianist und Dichter                                                                     |       |       |
| 27. Dezember | Johannes Remmers                        | deutscher lutherischer Theologe, Konsistorialrat und Generalsuperintendent der Generaldiözese Bremen-Verden | 76    |       |
| 27. Dezember | Carl Schlechter                         | österreichischer Schachspieler                                                                              | 44    |       |
| 28. Dezember | Olavo Bilac                             | brasilianischer Journalist, Dichter und Lehrinspektor                                                       | 53    |       |
| 28. Dezember | Edmund von Freyhold                     | deutscher Lehrer, Komponist und Botaniker                                                                   | 73    |       |
| 28. Dezember | George Henry White                      | US-amerikanischer Politiker                                                                                 | 66    |       |
| 29. Dezember | Heinrich Bergner                        | deutscher evangelischer Pfarrer und Kunsthistoriker                                                         | 53    |       |
| 29. Dezember | Otto Crusius                            | deutscher klassischer Philologe                                                                             | 61    |       |
| 29. Dezember | Frieda Konstantin                       | österreichisch-ungarische Malerin, Radiererin und Grafikern                                                 | 34    |       |
| 29. Dezember | Abby Leach                              | US-amerikanische Klassische Philologin                                                                      | 63    |       |
| 29. Dezember | Franz Stanonik                          | österreichischer Geistlicher, Theologe und Hochschullehrer                                                  | 77    |       |
| 29. Dezember | Sigismund Szuldrzynski                  | Rittergutsbesitzer, Reichstagsabgeordneter                                                                  | 88    |       |
| 31. Dezember | Johanna Baltz                           | deutsche Autorin                                                                                            | 69    |       |
| 31. Dezember | Woldemar Neubert                        | deutscher Handelsgärtner und Politiker                                                                      | 58    |       |
| 31. Dezember | William Leefe Robinson                  | britischer Militärpilot im Ersten Weltkrieg                                                                 | 23    |       |
| 31. Dezember | Friedrich von Röth                      | deutscher Jagdflieger im Ersten Weltkrieg                                                                   | 25    |       |